# Daenerys Targaryen
Daenerys Targaryen é uma personagem fictícia da série de fantasia épica de livros A Song of Ice and Fire, do escritor norte-americano George R. R. Martin. Ela também é uma das personagens principais da adaptação televisiva Game of Thrones, onde é interpretada pela atriz britânica Emilia Clarke. Em ambas as mídias, ela é introduzida como uma princesa exilada da quase extinta Casa Targaryen, uma antiga família nobre do continente fictício de Westeros. Após a morte de seu irmão, Príncipe Viserys, ela se considera a última sobrevivente da Dinastia Targaryen, e autoproclama-se a legítima rainha e herdeira do Trono de Ferro.
Daenerys apareceu pela primeira vez no primeiro livro da série, A Game of Thrones (1996), junto com seu irmão Viserys. Ela também aparece nos livros subsequentes A Clash of Kings (1998) e A Storm of Swords (2000); ausente de A Feast for Crows (2000), por questões geográficas, retornou no último livro publicado, A Dance with Dragons (2011).
Considerada pelo The New York Times como uma melhores criações do autor e um dos personagens mais populares na adaptação televisiva produzida pela HBO.Bem recebida por crítica e público, a atriz Emilia Clarke foi indicada três vezes por seu trabalho para o Prêmio Emmy de melhor atriz coadjuvante em série dramática.

## Perfil
Daenerys é descrita como uma jovem adolescente, de baixa estatura e com características comuns aos membros da Casa Targaryen: cabelos loiro-platinados, olhos violeta e com uma beleza quase inumana. Em sua infância, Dany era uma garota tímida e dócil, com pouca confiança e autoestima. Ela viveu no exílio dependendo do seu irmão Viserys, que a amedrontava, sendo propenso a mudanças de humor e surtos de violência. Seu casamento com Khal Drogo foi um divisor em sua vida: a necessidade de adaptação ao modo de vida dos  Dothraki no khalasar significou o início de sua independência perante seu abusivo irmão e ela se torna forte, confiante e corajosa. Suas experiências contribuíram para se tornar uma conquistadora propensa a piedade, entretanto, por vezes ela é capaz de ser dura e impiedosa com seus inimigos. Ela é determinada a trazer justiça a seu reino e põe o fim da escravidão como uma de suas prioridades particulares. 
De acordo com um ditado proferido pelo Rei Jaehaerys II Targaryen, quando um Targaryen nasce os deuses jogam uma moeda para o alto e, dependendo do lado em que esta cair, o Targaryen será louco ou um grande conquistador. Durante a série, Daenerys aparenta ter herdado o dom natural para liderança. Seus seguidores desenvolvem um grande respeito e amor por ela, sendo frequentemente comparada a seu irmão, Príncipe Rhaegar, no que se refere a seu carisma, determinação, inteligência e senso de justiça. 

## Biografia fictícia

### Série literária
Daenerys é descendente da Casa Targaryen, uma poderosa família que foi uma dinastia responsável por governar os Sete Reinos de Westeros a partir do Trono de Ferro, por quase trezentos anos. Ela nasceu treze anos antes dos eventos da série em  Pedra do Dragão, antiga sede Targaryen, durante uma das mais terríveis tempestades de Westeros, ganhando assim o apelido de "Daenerys Nascida da Tormenta". Sua mãe, Rainha Rhaella, morreu no parto e pouco tempo depois, Pedra do Dragão caiu para as forças do rebelde Robert Baratheon. Daenerys, junto de seu irmão Viserys, são levados de Westeros para cidade de Braavos, no outro lado do Mar Estreito, onde passam os anos seguintes vagando pelas Doze Cidades Livres à procura de ajuda para retomar o Trono de Ferro.

#### A Game of Thrones
Quatorze anos depois, Daenerys é uma jovem tímida e humilde que tem pavor do temperamento de seu irmão Viserys. Ambos estão na Cidade Livre de Pentos como convidados de  Illyrio Mopatis que, com apoio de Viserys, arranjam um casamento entre ela e Khal Drogo, um poderoso guerreiro do clã selvagem  Dothraki. Viserys espera que o casamento lhe compre um exército de Drogo, chamado de khalasar, a fim de reconquistar Westeros e retomar o poder para os Targaryen. No casamento, Illyrio lhe dá como presente três ovos de dragão petrificados. Seu novo papel como khaleesi, esposa de Drogo, faz com que ela se torne uma mulher forte e confiante, levantando-se eventualmente contra seu irmão. Ela se adapta ao estilo de vida nômade dos Dothraki e faz amizade com Jorah Mormont, um cavaleiro de Westeros exilado que se torna um de seus companheiros mais confiáveis. Ela engravida de um menino, que afirmam ser o conquistador Dothraki profetizado, dando a ele o nome de Rhaego em homenagem a seu falecido irmão, Príncipe Rhaegar Targaryen. No mesmo evento, Drogo mata Viserys derramando ouro derretido sobre sua cabeça, depois dele ameaçar a vida de Daenerys grávida. Ela percebe que Viserys, ao morrer queimado, não poderia ser o rei Targaryen prometido, já que o mesmo seria resistente ao fogo. Ela então se convence de que será a responsável por recuperar o trono como herdeira de seu irmão. Pouco tempo depois, Drogo é ferido em batalha e Dany pede uma feiticeira maegi para curá-lo, mas a ferida se infecciona. Enquanto Drogo está morrendo e seu khalasar se quebrando, Dany pede a maegi para usar a magia de sangue e salvá-lo. No entanto, a magia mata Rhaego em seu ventre e deixa Drogo catatônico. Daenerys vendo o estado de seu marido, sufoca-o com uma almofada e, em seguida, amarra a feiticeira maegi a pira funerária de Drogo, colocando os ovos petrificados de dragão em cima do seu corpo. Ela entra na pira ardente e emerge ilesa com três dragões recém-nascidos, os quais ela nomeia: Drogon, Viserion e Rhaegal. Devido a isso, o restante do "khalasar" de Drogo jura fidelidade a Dany e ela torna-se a primeira líder Dothraki feminina.[carece de fontes?]

#### A Clash of Kings
Dany decide seguir o cometa através do Deserto Vermelho, num trecho de terra estéril. Na viagem, ela descobre que Jorah, seu conselheiro, apaixonou-se por ela e fica triste por não poder retribuir seus sentimentos. Ela e seu "khalasar" eventualmente vão para  Qarth, onde os qartenos ficam interessados em seus dragões mais do que em sua conquista de Westeros. Ela visita a Casa dos Imortais, na esperança de ganhar sabedoria dos antigos magos. Lá, ela tem visões do passado e do futuro e recebe diversas profecias. Eles tentam aprisioná-la junto com seu dragão, mas os magos acabam sendo incendiados por Drogon. Ela finalmente decide seguir o conselho de uma mulher mascarada que lhe diz que se quiser ir para o oeste, ela deve ir para o leste. Enquanto procurava por um navio para levá-la a leste, ela é salva de uma tentativa de assassinato por um homem mais velho de Westeros chamado Arstan Barba Branca, que foi enviado por Illyrio Mopatis. Illyrio também enviou três navios para levar Daenerys de volta para Pentos. Em vez disso, ela os toma para si mesma.

#### A Storm of Swords
Daenerys vai para a Baía dos Escravos para comprar um exército de soldados escravos Imaculados, altamente treinados. Ela concorda em comprar todos os Imaculados da cidade de Astapor em troca de seu dragão Drogon e de seus navios. No entanto, ela recupera Drogon e usa os novos soldados Imaculados para derrubar e conquistar a cidade. Ela liberta todos os escravos em Astapor e decide acabar com o próprio comércio de escravos. Ela parte para a outra cidade escravagista, Yunkai, que é conquistada com a ajuda de Daario Naharis, um mercenário que trai a Yunkish. Enquanto ela marcha sobre a outra cidade escrava de Meereen, descobre que na verdade Arstan Barba Branca é Ser Barristan Selmy, um cavaleiro que traiu seu pai e que Jorah a espionava a mando do falecido rei Robert Baratheon. Ela se sente traída e os envia em uma missão quase suicida para capturar Meereen, quase esperando a morte deles na tentativa. Os dois sobrevivem, e a missão se torna bem-sucedida. Barristan pede para ser perdoado, ela o perdoa e o nomeia Senhor Comandante de Guarda da Rainha. Jorah defende suas ações pois desistiu de espioná-la há muito tempo e ficou junto dela para protege-la, pois havia se apaixonado por ela. Embora ela tivesse desesperada para perdoá-lo, ela não consegue e o expulsa. Com a queda da cidade de Meereen, ela decide seguir para Westeros. No entanto, ela descobre que Astapor e Yunkai, cidades conquistadas por ela, não podem manter a paz que ela esperava trazer e decide ficar em Meereen e aprender a governar.

#### A Dance with Dragons
Ao longo de tempo passado em Meereen, Dany se esforça para governar a cidade. Há assassinatos noturnos, as Cidades Livres marcham contra ela para restabelecer o comércio de escravos e os exércitos de fora têm trazido uma praga. Além disso, Drogon supostamente matou uma criança o que a obriga a aprisionar seus dragões; Rhaegal e Viserion são capturados, mas Drogon escapa. Seus conselheiros a sugerem a se casar com um grande nobre de Meereen chamado de  Hizdahr zo Loraq para trazer a paz na cidade. Ela acaba concordando com o casamento contanto que ele consiga de alguma forma parar os assassinatos por noventa dias. Durante esse tempo, ela toma Daario como amante, sabendo que ela não pode se casar com ele por causa de seu baixo nascimento e de seu temperamento incontrolável. Hizdahr elimina com sucesso as mortes e Daenerys se casa com ele. A seu pedido, ela relutantemente concorda em reabrir arenas de luta de Meereen e assiste as lutas do dia de abertura. O sangue e o barulho da grande arena atraem Drogon, que é imediatamente atacado. Ela percebe que os lutadores estão tentando matar Drogon que está incontrolável e vai até ele com um chicote e o doma na arena, sobe em cima dele e voa para longe. Ela vive com Drogon, que fez um covil no Mar Dothraki, mas decide voltar para Meereen e sai em direção à cidade. No caminho, ela adoece e começa a ter alucinações. Através das alucinações, ela percebe que ela tem ignorando quem ela era e consegue controlar Drogon novamente. No deserto, ao lado de seu dragão negro, Daenerys encontra Khal Jhaqo, um ex-capitão da khalasar de Drogo que ela jurou um dia matar.

#### Genealogia
Genealogia a partir do tataravô de Daenerys, Rei Maekar I Targaryen.
| \| \| \| \| \| \| \| \| \| \| \| \| \| \| \| \| \| \| \| \| \| \| \| \| \| \| \| \| \| \| \| \| \| \| \| \| \| Maekar 221–233[a] \| Maekar 221–233[a] \| Maekar 221–233[a] \| Maekar 221–233[a] \| Maekar 221–233[a] \| Maekar 221–233[a] \| \| \| Dyanna Dayne[b] \| Dyanna Dayne[b] \| Dyanna Dayne[b] \| Dyanna Dayne[b] \| Dyanna Dayne[b] \| Dyanna Dayne[b] \| \| \| \| \| \| \| \| \| \| \| \| \| \| \| \| \| \| \| \| \| \| \| \| \| \| \| \| \| \| \| \| \| \| \| \| \| \| \| \| \| \| \| \| \| \| \| \| \| \| \| \| \| \| \| \| \| \| \| \| \| \| \| \| \| \| \| \| \| \| \| \| \| \| Maekar 221–233[a] \| Maekar 221–233[a] \| Maekar 221–233[a] \| Maekar 221–233[a] \| Maekar 221–233[a] \| Maekar 221–233[a] \| \| \| Dyanna Dayne[b] \| Dyanna Dayne[b] \| Dyanna Dayne[b] \| Dyanna Dayne[b] \| Dyanna Dayne[b] \| Dyanna Dayne[b] \| \| \| \| \| \| \| \| \| \| \| \| \| \| \| \| \| \| \| \| \| \| \| \| \| \| \| \| \| \| \| \| \| \| \| \| \| \| \| \| \| \| \| \| \| \| \| \| \| \| \| \| \| \| \| \| \| \| \| \| \| \| \| \| \| \| \| \| \| \| \| \| \| \| \| \| \| \| \| \| \| \| \| \| \| \| \| \| \| \| \| \| \| \| \| \| \| \| \| \| \| \| \| \| \| \| \| \| \| \| \| \| \| \| \| \| \| \| \| \| \| \| \| \| \| \| \| \| \| \| \| \| \| \| \| \| \| \| \| \| \| \| \| \| \| \| \| \| \| \| \| \| \| \| \| \| \| \| \| \| \| \| \| \| \| \| \| \| \| \| \| \| \| \| \| \| \| \| \| \| \| \| \| \| \| \| \| \| \| \| \| \| \| \| \| \| \| \| \| \| \| \| \| \| \| \| \| \| \| \| \| \| Daenora[b] \| Daenora[b] \| Daenora[b] \| Daenora[b] \| Daenora[b] \| Daenora[b] \| \| \| Aerion "Chama Brilhante"[c] \| Aerion "Chama Brilhante"[c] \| Aerion "Chama Brilhante"[c] \| Aerion "Chama Brilhante"[c] \| Aerion "Chama Brilhante"[c] \| Aerion "Chama Brilhante"[c] \| \| \| Daeron "O Bêbado"[c] \| Daeron "O Bêbado"[c] \| Daeron "O Bêbado"[c] \| Daeron "O Bêbado"[c] \| Daeron "O Bêbado"[c] \| Daeron "O Bêbado"[c] \| \| \| Kierra de Tyrosh[b] \| Kierra de Tyrosh[b] \| Kierra de Tyrosh[b] \| Kierra de Tyrosh[b] \| Kierra de Tyrosh[b] \| Kierra de Tyrosh[b] \| \| \| Aemon[d] \| Aemon[d] \| Aemon[d] \| Aemon[d] \| Aemon[d] \| Aemon[d] \| \| \| Aegon V "O Indigno" 233–259[a] \| Aegon V "O Indigno" 233–259[a] \| Aegon V "O Indigno" 233–259[a] \| Aegon V "O Indigno" 233–259[a] \| Aegon V "O Indigno" 233–259[a] \| Aegon V "O Indigno" 233–259[a] \| \| \| Betha "Betha Negra" Blackwood[b] \| Betha "Betha Negra" Blackwood[b] \| Betha "Betha Negra" Blackwood[b] \| Betha "Betha Negra" Blackwood[b] \| Betha "Betha Negra" Blackwood[b] \| Betha "Betha Negra" Blackwood[b] \| \| \| Rhae[b] \| Rhae[b] \| Rhae[b] \| Rhae[b] \| Rhae[b] \| Rhae[b] \| \| \| Daella[b] \| Daella[b] \| Daella[b] \| Daella[b] \| Daella[b] \| Daella[b] \| \| \| \| \| \| \| \| \| \| \| \| \| \| \| \| \| \| Daenora[b] \| Daenora[b] \| Daenora[b] \| Daenora[b] \| Daenora[b] \| Daenora[b] \| \| \| Aerion "Chama Brilhante"[c] \| Aerion "Chama Brilhante"[c] \| Aerion "Chama Brilhante"[c] \| Aerion "Chama Brilhante"[c] \| Aerion "Chama Brilhante"[c] \| Aerion "Chama Brilhante"[c] \| \| \| Daeron "O Bêbado"[c] \| Daeron "O Bêbado"[c] \| Daeron "O Bêbado"[c] \| Daeron "O Bêbado"[c] \| Daeron "O Bêbado"[c] \| Daeron "O Bêbado"[c] \| \| \| Kierra de Tyrosh[b] \| Kierra de Tyrosh[b] \| Kierra de Tyrosh[b] \| Kierra de Tyrosh[b] \| Kierra de Tyrosh[b] \| Kierra de Tyrosh[b] \| \| \| Aemon[d] \| Aemon[d] \| Aemon[d] \| Aemon[d] \| Aemon[d] \| Aemon[d] \| \| \| Aegon V "O Indigno" 233–259[a] \| Aegon V "O Indigno" 233–259[a] \| Aegon V "O Indigno" 233–259[a] \| Aegon V "O Indigno" 233–259[a] \| Aegon V "O Indigno" 233–259[a] \| Aegon V "O Indigno" 233–259[a] \| \| \| Betha "Betha Negra" Blackwood[b] \| Betha "Betha Negra" Blackwood[b] \| Betha "Betha Negra" Blackwood[b] \| Betha "Betha Negra" Blackwood[b] \| Betha "Betha Negra" Blackwood[b] \| Betha "Betha Negra" Blackwood[b] \| \| \| Rhae[b] \| Rhae[b] \| Rhae[b] \| Rhae[b] \| Rhae[b] \| Rhae[b] \| \| \| Daella[b] \| Daella[b] \| Daella[b] \| Daella[b] \| Daella[b] \| Daella[b] \| \| \| \| \| \| \| \| \| \| \| \| \| \| \| \| \| \| \| \| \| \| \| \| \| \| \| \| \| \| \| \| \| \| \| \| \| \| \| \| \| \| \| \| \| \| \| \| \| \| \| \| \| \| \| \| \| \| \| \| \| \| \| \| \| \| \| \| \| \| \| \| \| \| \| \| \| \| \| \| \| \| \| \| \| \| \| \| \| \| \| \| \| \| \| \| \| \| \| \| \| \| \| \| \| \| \| \| \| \| \| \| \| \| \| \| \| \| \| \| \| \| \| \| \| \| \| \| \| \| \| \| \| \| \| \| \| \| \| \| \| \| \| \| \| \| \| \| \| \| \| \| \| \| \| \| \| \| \| \| \| \| \| \| \| \| \| \| \| \| \| \| \| \| \| \| \| \| \| \| \| \| \| \| \| \| \| \| \| \| \| \| \| \| \| \| Maegor[b] \| Maegor[b] \| Maegor[b] \| Maegor[b] \| Maegor[b] \| Maegor[b] \| \| \| \| \| \| \| \| \| \| \| Vaella "A Simples"[b] \| Vaella "A Simples"[b] \| Vaella "A Simples"[b] \| Vaella "A Simples"[b] \| Vaella "A Simples"[b] \| Vaella "A Simples"[b] \| \| \| Duncan[b] \| Duncan[b] \| Duncan[b] \| Duncan[b] \| Duncan[b] \| Duncan[b] \| \| \| Jenny de Pedrasvelhas[b] \| Jenny de Pedrasvelhas[b] \| Jenny de Pedrasvelhas[b] \| Jenny de Pedrasvelhas[b] \| Jenny de Pedrasvelhas[b] \| Jenny de Pedrasvelhas[b] \| \| \| Jaehaerys II 259–262[a] \| Jaehaerys II 259–262[a] \| Jaehaerys II 259–262[a] \| Jaehaerys II 259–262[a] \| Jaehaerys II 259–262[a] \| Jaehaerys II 259–262[a] \| \| \| Shaera[b] \| Shaera[b] \| Shaera[b] \| Shaera[b] \| Shaera[b] \| Shaera[b] \| \| \| Daeron[b] \| Daeron[b] \| Daeron[b] \| Daeron[b] \| Daeron[b] \| Daeron[b] \| \| \| Rhaelle[b] \| Rhaelle[b] \| Rhaelle[b] \| Rhaelle[b] \| Rhaelle[b] \| Rhaelle[b] \| \| \| Ormund Baratheon[b] \| Ormund Baratheon[b] \| Ormund Baratheon[b] \| Ormund Baratheon[b] \| Ormund Baratheon[b] \| Ormund Baratheon[b] \| \| \| \| \| \| \| \| \| \| Maegor[b] \| Maegor[b] \| Maegor[b] \| Maegor[b] \| Maegor[b] \| Maegor[b] \| \| \| \| \| \| \| \| \| \| \| Vaella "A Simples"[b] \| Vaella "A Simples"[b] \| Vaella "A Simples"[b] \| Vaella "A Simples"[b] \| Vaella "A Simples"[b] \| Vaella "A Simples"[b] \| \| \| Duncan[b] \| Duncan[b] \| Duncan[b] \| Duncan[b] \| Duncan[b] \| Duncan[b] \| \| \| Jenny de Pedrasvelhas[b] \| Jenny de Pedrasvelhas[b] \| Jenny de Pedrasvelhas[b] \| Jenny de Pedrasvelhas[b] \| Jenny de Pedrasvelhas[b] \| Jenny de Pedrasvelhas[b] \| \| \| Jaehaerys II 259–262[a] \| Jaehaerys II 259–262[a] \| Jaehaerys II 259–262[a] \| Jaehaerys II 259–262[a] \| Jaehaerys II 259–262[a] \| Jaehaerys II 259–262[a] \| \| \| Shaera[b] \| Shaera[b] \| Shaera[b] \| Shaera[b] \| Shaera[b] \| Shaera[b] \| \| \| Daeron[b] \| Daeron[b] \| Daeron[b] \| Daeron[b] \| Daeron[b] \| Daeron[b] \| \| \| Rhaelle[b] \| Rhaelle[b] \| Rhaelle[b] \| Rhaelle[b] \| Rhaelle[b] \| Rhaelle[b] \| \| \| Ormund Baratheon[b] \| Ormund Baratheon[b] \| Ormund Baratheon[b] \| Ormund Baratheon[b] \| Ormund Baratheon[b] \| Ormund Baratheon[b] \| \| \| \| \| \| \| \| \| \| \| \| \| \| \| \| \| \| \| \| \| \| \| \| \| \| \| \| \| \| \| \| \| \| \| \| \| \| \| \| \| \| \| \| \| \| \| \| \| \| \| \| \| \| \| \| \| \| \| \| \| \| \| \| \| \| \| \| \| \| \| \| \| \| \| \| \| \| \| \| \| \| \| \| \| \| \| \| \| \| \| \| \| \| \| \| \| \| \| \| \| \| \| \| \| \| \| \| \| \| \| \| \| \| \| \| \| \| \| \| \| \| \| \| \| \| \| \| \| \| \| \| \| \| \| \| \| \| \| \| \| \| \| \| \| \| \| \| \| \| \| \| \| \| \| \| \| \| \| \| \| \| \| \| \| \| \| \| \| \| \| \| \| \| \| \| \| \| \| \| \| \| \| \| \| \| \| \| \| \| \| \| \| \| \| \| \| \| \| \| \| \| \| \| \| \| \| \| \| \| \| \| \| \| \| \| \| \| \| \| \| \| \| \| Aerys II "O Rei Louco" 262–283[a] \| Aerys II "O Rei Louco" 262–283[a] \| Aerys II "O Rei Louco" 262–283[a] \| Aerys II "O Rei Louco" 262–283[a] \| Aerys II "O Rei Louco" 262–283[a] \| Aerys II "O Rei Louco" 262–283[a] \| \| \| Rhaella[a] \| Rhaella[a] \| Rhaella[a] \| Rhaella[a] \| Rhaella[a] \| Rhaella[a] \| \| \| \| \| \| \| \| \| \| \| \| \| \| \| Steffon Baratheon[b] \| Steffon Baratheon[b] \| Steffon Baratheon[b] \| Steffon Baratheon[b] \| Steffon Baratheon[b] \| Steffon Baratheon[b] \| \| \| Cassana Estermont[b] \| Cassana Estermont[b] \| Cassana Estermont[b] \| Cassana Estermont[b] \| Cassana Estermont[b] \| Cassana Estermont[b] \| \| \| \| \| \| \| \| \| \| \| \| \| \| \| \| \| \| \| \| \| \| \| \| \| \| \| \| \| \| \| \| \| \| \| \| \| \| \| \| \| \| \| \| \| \| Aerys II "O Rei Louco" 262–283[a] \| Aerys II "O Rei Louco" 262–283[a] \| Aerys II "O Rei Louco" 262–283[a] \| Aerys II "O Rei Louco" 262–283[a] \| Aerys II "O Rei Louco" 262–283[a] \| Aerys II "O Rei Louco" 262–283[a] \| \| \| Rhaella[a] \| Rhaella[a] \| Rhaella[a] \| Rhaella[a] \| Rhaella[a] \| Rhaella[a] \| \| \| \| \| \| \| \| \| \| \| \| \| \| \| Steffon Baratheon[b] \| Steffon Baratheon[b] \| Steffon Baratheon[b] \| Steffon Baratheon[b] \| Steffon Baratheon[b] \| Steffon Baratheon[b] \| \| \| Cassana Estermont[b] \| Cassana Estermont[b] \| Cassana Estermont[b] \| Cassana Estermont[b] \| Cassana Estermont[b] \| Cassana Estermont[b] \| \| \| \| \| \| \| \| \| \| \| \| \| \| \| \| \| \| \| \| \| \| \| \| \| \| \| \| \| \| \| \| \| \| \| \| \| \| \| \| \| \| \| \| \| \| \| \| \| \| \| \| \| \| \| \| \| \| \| \| \| \| \| \| \| \| \| \| \| \| \| \| \| \| \| \| \| \| \| \| \| \| \| \| \| \| \| \| \| \| \| \| \| \| \| \| \| \| \| \| \| \| \| \| \| \| \| \| \| \| \| \| \| \| \| \| \| \| \| \| \| \| \| \| \| \| \| \| \| \| \| \| \| \| \| \| \| \| \| \| \| \| \| \| \| \| \| \| \| \| \| \| \| \| \| \| \| \| \| \| \| \| \| \| \| \| \| \| \| \| \| \| \| \| \| \| Rhaegar[a] \| Rhaegar[a] \| Rhaegar[a] \| Rhaegar[a] \| Rhaegar[a] \| Rhaegar[a] \| \| \| Elia Martell[a] \| Elia Martell[a] \| Elia Martell[a] \| Elia Martell[a] \| Elia Martell[a] \| Elia Martell[a] \| \| \| Shaena (natimorto)[e] \| Shaena (natimorto)[e] \| Shaena (natimorto)[e] \| Shaena (natimorto)[e] \| Shaena (natimorto)[e] \| Shaena (natimorto)[e] \| \| \| Daeron[e] \| Daeron[e] \| Daeron[e] \| Daeron[e] \| Daeron[e] \| Daeron[e] \| \| \| natimorto [e] \| natimorto [e] \| natimorto [e] \| natimorto [e] \| natimorto [e] \| natimorto [e] \| \| \| Aegon[e] \| Aegon[e] \| Aegon[e] \| Aegon[e] \| Aegon[e] \| Aegon[e] \| \| \| Jaehaerys[e] \| Jaehaerys[e] \| Jaehaerys[e] \| Jaehaerys[e] \| Jaehaerys[e] \| Jaehaerys[e] \| \| \| Viserys[a] \| Viserys[a] \| Viserys[a] \| Viserys[a] \| Viserys[a] \| Viserys[a] \| \| \| Drogo[f] \| Drogo[f] \| Drogo[f] \| Drogo[f] \| Drogo[f] \| Drogo[f] \| \| \| Daenerys[a] \| Daenerys[a] \| Daenerys[a] \| Daenerys[a] \| Daenerys[a] \| Daenerys[a] \| \| \| Hizdahr zo Loraq[g] \| Hizdahr zo Loraq[g] \| Hizdahr zo Loraq[g] \| Hizdahr zo Loraq[g] \| Hizdahr zo Loraq[g] \| Hizdahr zo Loraq[g] \| \| Rhaegar[a] \| Rhaegar[a] \| Rhaegar[a] \| Rhaegar[a] \| Rhaegar[a] \| Rhaegar[a] \| \| \| Elia Martell[a] \| Elia Martell[a] \| Elia Martell[a] \| Elia Martell[a] \| Elia Martell[a] \| Elia Martell[a] \| \| \| Shaena (natimorto)[e] \| Shaena (natimorto)[e] \| Shaena (natimorto)[e] \| Shaena (natimorto)[e] \| Shaena (natimorto)[e] \| Shaena (natimorto)[e] \| \| \| Daeron[e] \| Daeron[e] \| Daeron[e] \| Daeron[e] \| Daeron[e] \| Daeron[e] \| \| \| natimorto [e] \| natimorto [e] \| natimorto [e] \| natimorto [e] \| natimorto [e] \| natimorto [e] \| \| \| Aegon[e] \| Aegon[e] \| Aegon[e] \| Aegon[e] \| Aegon[e] \| Aegon[e] \| \| \| Jaehaerys[e] \| Jaehaerys[e] \| Jaehaerys[e] \| Jaehaerys[e] \| Jaehaerys[e] \| Jaehaerys[e] \| \| \| Viserys[a] \| Viserys[a] \| Viserys[a] \| Viserys[a] \| Viserys[a] \| Viserys[a] \| \| \| Drogo[f] \| Drogo[f] \| Drogo[f] \| Drogo[f] \| Drogo[f] \| Drogo[f] \| \| \| Daenerys[a] \| Daenerys[a] \| Daenerys[a] \| Daenerys[a] \| Daenerys[a] \| Daenerys[a] \| \| \| Hizdahr zo Loraq[g] \| Hizdahr zo Loraq[g] \| Hizdahr zo Loraq[g] \| Hizdahr zo Loraq[g] \| Hizdahr zo Loraq[g] \| Hizdahr zo Loraq[g] \| \| \| \| \| \| \| \| \| \| \| \| \| \| \| \| \| \| \| \| \| \| \| \| \| \| \| \| \| \| \| \| \| \| \| \| \| \| \| \| \| \| \| \| \| \| \| \| \| \| \| \| \| \| \| \| \| \| \| \| \| \| \| \| \| \| \| \| \| \| \| \| \| \| \| \| \| \| \| \| \| \| \| \| \| \| \| \| \| \| \| \| \| \| \| \| \| \| \| \| \| \| \| \| \| \| \| \| \| \| \| \| \| \| \| \| \| \| \| \| \| \| \| \| \| \| \| \| \| \| \| \| \| \| \| \| \| \| \| \| \| \| \| \| \| \| \| \| \| \| \| \| \| \| \| \| \| \| \| \| \| \| \| \| \| \| \| \| \| \| \| \| \| \| \| \| Rhaenys[a] \| Rhaenys[a] \| Rhaenys[a] \| Rhaenys[a] \| Rhaenys[a] \| Rhaenys[a] \| \| \| Aegon VI[a] \| Aegon VI[a] \| Aegon VI[a] \| Aegon VI[a] \| Aegon VI[a] \| Aegon VI[a] \| \| \| \| \| \| \| \| \| \| \| \| \| \| \| \| \| \| \| \| \| \| \| \| \| \| \| \| \| \| \| \| \| \| \| \| \| \| \| \| \| \| \| \| \| \| \| \| \| \| \| \| \| \| \| Rhaego (natimorto)[h][i] \| Rhaego (natimorto)[h][i] \| Rhaego (natimorto)[h][i] \| Rhaego (natimorto)[h][i] \| Rhaego (natimorto)[h][i] \| Rhaego (natimorto)[h][i] \| \| \| \| \| \| \| \| \| \| \| \| \| |         |         |         |         |         |        |        |                          |                          |                          |                          |                          |                          |  |  |                    |                    |                    |                    |                    |                    |                    |                    |                    |                    |                  |                  |                  |                  |        |        |           |           |           |           |                       |                       |                       |                       |                             |                             |                             |                             |                                |                                |                                |                                |                                |                                |                               |                               |                               |                               |         |         |         |         |         |         |         |         |        |        |        |        |        |        |                    |                    |                    |                    |                    |                    |                   |                   |                   |                   |                  |                  |                   |                   |                   |                   |                   |                   |
| Notas: 1. 2. 3. 4. 5. 6. 7. 8. 9. |         |         |         |         |         |        |        |                          |                          |                          |                          |                          |                          |  |  |                    |                    |                    |                    |                    |                    |                    |                    |                    |                    |                  |                  |                  |                  |        |        |           |           |           |           |                       |                       |                       |                       |                             |                             |                             |                             |                                |                                |                                |                                |                                |                                |                               |                               |                               |                               |         |         |         |         |         |         |         |         |        |        |        |        |        |        |                    |                    |                    |                    |                    |                    |                   |                   |                   |                   |                  |                  |                   |                   |                   |                   |                   |                   |
| |         |         |         |         |         |        |        |                          |                          |                          |                          |                          |                          |  |  |                    |                    |                    |                    |                    |                    |                    |                    |                    |                    |                  |                  |                  |                  |        |        |           |           |           |           | Maekar 221–233        | Maekar 221–233        | Maekar 221–233        | Maekar 221–233        | Maekar 221–233              | Maekar 221–233              |                             |                             | Dyanna Dayne                   | Dyanna Dayne                   | Dyanna Dayne                   | Dyanna Dayne                   | Dyanna Dayne                   | Dyanna Dayne                   |                               |                               |                               |                               |         |         |         |         |         |         |         |         |        |        |        |        |        |        |                    |                    |                    |                    |                    |                    |                   |                   |                   |                   |                  |                  |                   |                   |                   |                   |                   |                   |
| |         |         |         |         |         |        |        |                          |                          |                          |                          |                          |                          |  |  |                    |                    |                    |                    |                    |                    |                    |                    |                    |                    |                  |                  |                  |                  |        |        |           |           |           |           | Maekar 221–233        | Maekar 221–233        | Maekar 221–233        | Maekar 221–233        | Maekar 221–233              | Maekar 221–233              |                             |                             | Dyanna Dayne                   | Dyanna Dayne                   | Dyanna Dayne                   | Dyanna Dayne                   | Dyanna Dayne                   | Dyanna Dayne                   |                               |                               |                               |                               |         |         |         |         |         |         |         |         |        |        |        |        |        |        |                    |                    |                    |                    |                    |                    |                   |                   |                   |                   |                  |                  |                   |                   |                   |                   |                   |                   |
| |         |         |         |         |         |        |        |                          |                          |                          |                          |                          |                          |  |  |                    |                    |                    |                    |                    |                    |                    |                    |                    |                    |                  |                  |                  |                  |        |        |           |           |           |           |                       |                       |                       |                       |                             |                             |                             |                             |                                |                                |                                |                                |                                |                                |                               |                               |                               |                               |         |         |         |         |         |         |         |         |        |        |        |        |        |        |                    |                    |                    |                    |                    |                    |                   |                   |                   |                   |                  |                  |                   |                   |                   |                   |                   |                   |
| |         |         |         |         |         |        |        |                          |                          |                          |                          |                          |                          |  |  |                    |                    |                    |                    |                    |                    |                    |                    |                    |                    |                  |                  |                  |                  |        |        |           |           |           |           |                       |                       |                       |                       |                             |                             |                             |                             |                                |                                |                                |                                |                                |                                |                               |                               |                               |                               |         |         |         |         |         |         |         |         |        |        |        |        |        |        |                    |                    |                    |                    |                    |                    |                   |                   |                   |                   |                  |                  |                   |                   |                   |                   |                   |                   |
| Daenora | Daenora | Daenora | Daenora | Daenora | Daenora |        |        | Aerion "Chama Brilhante" | Aerion "Chama Brilhante" | Aerion "Chama Brilhante" | Aerion "Chama Brilhante" | Aerion "Chama Brilhante" | Aerion "Chama Brilhante" |  |  | Daeron "O Bêbado"  | Daeron "O Bêbado"  | Daeron "O Bêbado"  | Daeron "O Bêbado"  | Daeron "O Bêbado"  | Daeron "O Bêbado"  |                    |                    | Kierra de Tyrosh   | Kierra de Tyrosh   | Kierra de Tyrosh | Kierra de Tyrosh | Kierra de Tyrosh | Kierra de Tyrosh |        |        | Aemon     | Aemon     | Aemon     | Aemon     | Aemon                 | Aemon                 |                       |                       | Aegon V "O Indigno" 233–259 | Aegon V "O Indigno" 233–259 | Aegon V "O Indigno" 233–259 | Aegon V "O Indigno" 233–259 | Aegon V "O Indigno" 233–259    | Aegon V "O Indigno" 233–259    |                                |                                | Betha "Betha Negra" Blackwood  | Betha "Betha Negra" Blackwood  | Betha "Betha Negra" Blackwood | Betha "Betha Negra" Blackwood | Betha "Betha Negra" Blackwood | Betha "Betha Negra" Blackwood |         |         | Rhae    | Rhae    | Rhae    | Rhae    | Rhae    | Rhae    |        |        | Daella | Daella | Daella | Daella | Daella             | Daella             |                    |                    |                    |                    |                   |                   |                   |                   |                  |                  |                   |                   |                   |                   |                   |                   |
| Daenora | Daenora | Daenora | Daenora | Daenora | Daenora |        |        | Aerion "Chama Brilhante" | Aerion "Chama Brilhante" | Aerion "Chama Brilhante" | Aerion "Chama Brilhante" | Aerion "Chama Brilhante" | Aerion "Chama Brilhante" |  |  | Daeron "O Bêbado"  | Daeron "O Bêbado"  | Daeron "O Bêbado"  | Daeron "O Bêbado"  | Daeron "O Bêbado"  | Daeron "O Bêbado"  |                    |                    | Kierra de Tyrosh   | Kierra de Tyrosh   | Kierra de Tyrosh | Kierra de Tyrosh | Kierra de Tyrosh | Kierra de Tyrosh |        |        | Aemon     | Aemon     | Aemon     | Aemon     | Aemon                 | Aemon                 |                       |                       | Aegon V "O Indigno" 233–259 | Aegon V "O Indigno" 233–259 | Aegon V "O Indigno" 233–259 | Aegon V "O Indigno" 233–259 | Aegon V "O Indigno" 233–259    | Aegon V "O Indigno" 233–259    |                                |                                | Betha "Betha Negra" Blackwood  | Betha "Betha Negra" Blackwood  | Betha "Betha Negra" Blackwood | Betha "Betha Negra" Blackwood | Betha "Betha Negra" Blackwood | Betha "Betha Negra" Blackwood |         |         | Rhae    | Rhae    | Rhae    | Rhae    | Rhae    | Rhae    |        |        | Daella | Daella | Daella | Daella | Daella             | Daella             |                    |                    |                    |                    |                   |                   |                   |                   |                  |                  |                   |                   |                   |                   |                   |                   |
| |         |         |         |         |         |        |        |                          |                          |                          |                          |                          |                          |  |  |                    |                    |                    |                    |                    |                    |                    |                    |                    |                    |                  |                  |                  |                  |        |        |           |           |           |           |                       |                       |                       |                       |                             |                             |                             |                             |                                |                                |                                |                                |                                |                                |                               |                               |                               |                               |         |         |         |         |         |         |         |         |        |        |        |        |        |        |                    |                    |                    |                    |                    |                    |                   |                   |                   |                   |                  |                  |                   |                   |                   |                   |                   |                   |
| |         |         |         |         |         |        |        |                          |                          |                          |                          |                          |                          |  |  |                    |                    |                    |                    |                    |                    |                    |                    |                    |                    |                  |                  |                  |                  |        |        |           |           |           |           |                       |                       |                       |                       |                             |                             |                             |                             |                                |                                |                                |                                |                                |                                |                               |                               |                               |                               |         |         |         |         |         |         |         |         |        |        |        |        |        |        |                    |                    |                    |                    |                    |                    |                   |                   |                   |                   |                  |                  |                   |                   |                   |                   |                   |                   |
| |         |         |         | Maegor  | Maegor  | Maegor | Maegor | Maegor                   | Maegor                   |                          |                          |                          |                          |  |  |                    |                    |                    |                    | Vaella "A Simples" | Vaella "A Simples" | Vaella "A Simples" | Vaella "A Simples" | Vaella "A Simples" | Vaella "A Simples" |                  |                  | Duncan           | Duncan           | Duncan | Duncan | Duncan    | Duncan    |           |           | Jenny de Pedrasvelhas | Jenny de Pedrasvelhas | Jenny de Pedrasvelhas | Jenny de Pedrasvelhas | Jenny de Pedrasvelhas       | Jenny de Pedrasvelhas       |                             |                             | Jaehaerys II 259–262           | Jaehaerys II 259–262           | Jaehaerys II 259–262           | Jaehaerys II 259–262           | Jaehaerys II 259–262           | Jaehaerys II 259–262           |                               |                               | Shaera                        | Shaera                        | Shaera  | Shaera  | Shaera  | Shaera  |         |         | Daeron  | Daeron  | Daeron | Daeron | Daeron | Daeron |        |        | Rhaelle            | Rhaelle            | Rhaelle            | Rhaelle            | Rhaelle            | Rhaelle            |                   |                   | Ormund Baratheon  | Ormund Baratheon  | Ormund Baratheon | Ormund Baratheon | Ormund Baratheon  | Ormund Baratheon  |                   |                   |                   |                   |
| |         |         |         | Maegor  | Maegor  | Maegor | Maegor | Maegor                   | Maegor                   |                          |                          |                          |                          |  |  |                    |                    |                    |                    | Vaella "A Simples" | Vaella "A Simples" | Vaella "A Simples" | Vaella "A Simples" | Vaella "A Simples" | Vaella "A Simples" |                  |                  | Duncan           | Duncan           | Duncan | Duncan | Duncan    | Duncan    |           |           | Jenny de Pedrasvelhas | Jenny de Pedrasvelhas | Jenny de Pedrasvelhas | Jenny de Pedrasvelhas | Jenny de Pedrasvelhas       | Jenny de Pedrasvelhas       |                             |                             | Jaehaerys II 259–262           | Jaehaerys II 259–262           | Jaehaerys II 259–262           | Jaehaerys II 259–262           | Jaehaerys II 259–262           | Jaehaerys II 259–262           |                               |                               | Shaera                        | Shaera                        | Shaera  | Shaera  | Shaera  | Shaera  |         |         | Daeron  | Daeron  | Daeron | Daeron | Daeron | Daeron |        |        | Rhaelle            | Rhaelle            | Rhaelle            | Rhaelle            | Rhaelle            | Rhaelle            |                   |                   | Ormund Baratheon  | Ormund Baratheon  | Ormund Baratheon | Ormund Baratheon | Ormund Baratheon  | Ormund Baratheon  |                   |                   |                   |                   |
| |         |         |         |         |         |        |        |                          |                          |                          |                          |                          |                          |  |  |                    |                    |                    |                    |                    |                    |                    |                    |                    |                    |                  |                  |                  |                  |        |        |           |           |           |           |                       |                       |                       |                       |                             |                             |                             |                             |                                |                                |                                |                                |                                |                                |                               |                               |                               |                               |         |         |         |         |         |         |         |         |        |        |        |        |        |        |                    |                    |                    |                    |                    |                    |                   |                   |                   |                   |                  |                  |                   |                   |                   |                   |                   |                   |
| |         |         |         |         |         |        |        |                          |                          |                          |                          |                          |                          |  |  |                    |                    |                    |                    |                    |                    |                    |                    |                    |                    |                  |                  |                  |                  |        |        |           |           |           |           |                       |                       |                       |                       |                             |                             |                             |                             |                                |                                |                                |                                |                                |                                |                               |                               |                               |                               |         |         |         |         |         |         |         |         |        |        |        |        |        |        |                    |                    |                    |                    |                    |                    |                   |                   |                   |                   |                  |                  |                   |                   |                   |                   |                   |                   |
| |         |         |         |         |         |        |        |                          |                          |                          |                          |                          |                          |  |  |                    |                    |                    |                    |                    |                    |                    |                    |                    |                    |                  |                  |                  |                  |        |        |           |           |           |           |                       |                       |                       |                       |                             |                             |                             |                             | Aerys II "O Rei Louco" 262–283 | Aerys II "O Rei Louco" 262–283 | Aerys II "O Rei Louco" 262–283 | Aerys II "O Rei Louco" 262–283 | Aerys II "O Rei Louco" 262–283 | Aerys II "O Rei Louco" 262–283 |                               |                               | Rhaella                       | Rhaella                       | Rhaella | Rhaella | Rhaella | Rhaella |         |         |         |         |        |        |        |        |        |        |                    |                    |                    |                    | Steffon Baratheon  | Steffon Baratheon  | Steffon Baratheon | Steffon Baratheon | Steffon Baratheon | Steffon Baratheon |                  |                  | Cassana Estermont | Cassana Estermont | Cassana Estermont | Cassana Estermont | Cassana Estermont | Cassana Estermont |
| |         |         |         |         |         |        |        |                          |                          |                          |                          |                          |                          |  |  |                    |                    |                    |                    |                    |                    |                    |                    |                    |                    |                  |                  |                  |                  |        |        |           |           |           |           |                       |                       |                       |                       |                             |                             |                             |                             | Aerys II "O Rei Louco" 262–283 | Aerys II "O Rei Louco" 262–283 | Aerys II "O Rei Louco" 262–283 | Aerys II "O Rei Louco" 262–283 | Aerys II "O Rei Louco" 262–283 | Aerys II "O Rei Louco" 262–283 |                               |                               | Rhaella                       | Rhaella                       | Rhaella | Rhaella | Rhaella | Rhaella |         |         |         |         |        |        |        |        |        |        |                    |                    |                    |                    | Steffon Baratheon  | Steffon Baratheon  | Steffon Baratheon | Steffon Baratheon | Steffon Baratheon | Steffon Baratheon |                  |                  | Cassana Estermont | Cassana Estermont | Cassana Estermont | Cassana Estermont | Cassana Estermont | Cassana Estermont |
| |         |         |         |         |         |        |        |                          |                          |                          |                          |                          |                          |  |  |                    |                    |                    |                    |                    |                    |                    |                    |                    |                    |                  |                  |                  |                  |        |        |           |           |           |           |                       |                       |                       |                       |                             |                             |                             |                             |                                |                                |                                |                                |                                |                                |                               |                               |                               |                               |         |         |         |         |         |         |         |         |        |        |        |        |        |        |                    |                    |                    |                    |                    |                    |                   |                   |                   |                   |                  |                  |                   |                   |                   |                   |                   |                   |
| |         |         |         |         |         |        |        |                          |                          |                          |                          |                          |                          |  |  |                    |                    |                    |                    |                    |                    |                    |                    |                    |                    |                  |                  |                  |                  |        |        |           |           |           |           |                       |                       |                       |                       |                             |                             |                             |                             |                                |                                |                                |                                |                                |                                |                               |                               |                               |                               |         |         |         |         |         |         |         |         |        |        |        |        |        |        |                    |                    |                    |                    |                    |                    |                   |                   |                   |                   |                  |                  |                   |                   |                   |                   |                   |                   |
| Rhaegar | Rhaegar | Rhaegar | Rhaegar | Rhaegar | Rhaegar |        |        | Elia Martell             | Elia Martell             | Elia Martell             | Elia Martell             | Elia Martell             | Elia Martell             |  |  | Shaena (natimorto) | Shaena (natimorto) | Shaena (natimorto) | Shaena (natimorto) | Shaena (natimorto) | Shaena (natimorto) |                    |                    | Daeron             | Daeron             | Daeron           | Daeron           | Daeron           | Daeron           |        |        | natimorto | natimorto | natimorto | natimorto | natimorto             | natimorto             |                       |                       | Aegon                       | Aegon                       | Aegon                       | Aegon                       | Aegon                          | Aegon                          |                                |                                | Jaehaerys                      | Jaehaerys                      | Jaehaerys                     | Jaehaerys                     | Jaehaerys                     | Jaehaerys                     |         |         | Viserys | Viserys | Viserys | Viserys | Viserys | Viserys |        |        | Drogo  | Drogo  | Drogo  | Drogo  | Drogo              | Drogo              |                    |                    | Daenerys           | Daenerys           | Daenerys          | Daenerys          | Daenerys          | Daenerys          |                  |                  | Hizdahr zo Loraq  | Hizdahr zo Loraq  | Hizdahr zo Loraq  | Hizdahr zo Loraq  | Hizdahr zo Loraq  | Hizdahr zo Loraq  |
| Rhaegar | Rhaegar | Rhaegar | Rhaegar | Rhaegar | Rhaegar |        |        | Elia Martell             | Elia Martell             | Elia Martell             | Elia Martell             | Elia Martell             | Elia Martell             |  |  | Shaena (natimorto) | Shaena (natimorto) | Shaena (natimorto) | Shaena (natimorto) | Shaena (natimorto) | Shaena (natimorto) |                    |                    | Daeron             | Daeron             | Daeron           | Daeron           | Daeron           | Daeron           |        |        | natimorto | natimorto | natimorto | natimorto | natimorto             | natimorto             |                       |                       | Aegon                       | Aegon                       | Aegon                       | Aegon                       | Aegon                          | Aegon                          |                                |                                | Jaehaerys                      | Jaehaerys                      | Jaehaerys                     | Jaehaerys                     | Jaehaerys                     | Jaehaerys                     |         |         | Viserys | Viserys | Viserys | Viserys | Viserys | Viserys |        |        | Drogo  | Drogo  | Drogo  | Drogo  | Drogo              | Drogo              |                    |                    | Daenerys           | Daenerys           | Daenerys          | Daenerys          | Daenerys          | Daenerys          |                  |                  | Hizdahr zo Loraq  | Hizdahr zo Loraq  | Hizdahr zo Loraq  | Hizdahr zo Loraq  | Hizdahr zo Loraq  | Hizdahr zo Loraq  |
| |         |         |         |         |         |        |        |                          |                          |                          |                          |                          |                          |  |  |                    |                    |                    |                    |                    |                    |                    |                    |                    |                    |                  |                  |                  |                  |        |        |           |           |           |           |                       |                       |                       |                       |                             |                             |                             |                             |                                |                                |                                |                                |                                |                                |                               |                               |                               |                               |         |         |         |         |         |         |         |         |        |        |        |        |        |        |                    |                    |                    |                    |                    |                    |                   |                   |                   |                   |                  |                  |                   |                   |                   |                   |                   |                   |
| |         |         |         |         |         |        |        |                          |                          |                          |                          |                          |                          |  |  |                    |                    |                    |                    |                    |                    |                    |                    |                    |                    |                  |                  |                  |                  |        |        |           |           |           |           |                       |                       |                       |                       |                             |                             |                             |                             |                                |                                |                                |                                |                                |                                |                               |                               |                               |                               |         |         |         |         |         |         |         |         |        |        |        |        |        |        |                    |                    |                    |                    |                    |                    |                   |                   |                   |                   |                  |                  |                   |                   |                   |                   |                   |                   |
| Rhaenys | Rhaenys | Rhaenys | Rhaenys | Rhaenys | Rhaenys |        |        | Aegon VI                 | Aegon VI                 | Aegon VI                 | Aegon VI                 | Aegon VI                 | Aegon VI                 |  |  |                    |                    |                    |                    |                    |                    |                    |                    |                    |                    |                  |                  |                  |                  |        |        |           |           |           |           |                       |                       |                       |                       |                             |                             |                             |                             |                                |                                |                                |                                |                                |                                |                               |                               |                               |                               |         |         |         |         |         |         |         |         |        |        |        |        |        |        | Rhaego (natimorto) | Rhaego (natimorto) | Rhaego (natimorto) | Rhaego (natimorto) | Rhaego (natimorto) | Rhaego (natimorto) |                   |                   |                   |                   |                  |                  |                   |                   |                   |                   |                   |                   |

### Série de televisão
Apesar da personagem ser descrita nos livros de Martin como ainda no início da adolescência, o autor diz que ela foi envelhecida na televisão por questões relativas às leis sobre pornografia infantil. O papel de Daenerys foi originalmente feito por Tamzin Merchant no episódio-piloto, mas refeito com Emilia Clarke, porque problemas nele o obrigaram a ser refilmado e a atriz não estava mais disponível. Clarke, numa reflexão sobre a evolução de seu personagem no seriado, diz que "durante as temporadas ela tem tido uma transformação insana, de alguém que mal falava e timidamente fazia qualquer coisa que seu irmão dissesse, para uma mãe de dragões, uma rainha de exércitos e uma assassina de traficantes de escravos. Ela é uma personagem bem no estilo de uma Joana d'Arc".

#### 1ª temporada (2011)
Daenerys Targaryen é uma princesa exilada da dinastia Targaryen. Também chamada de "Nascida da Tormenta", ela e seu irmão Viserys Targaryen ainda crianças foram levados de Westeros para Essos fugindo da rebelião de Robert Baratheon, que tomou o poder dos Tagaryen. Pela maior parte de sua vida, ela vive sob o domínio do irmão mais velho a quem teme e que é abusivo com ela sempre que o desagrada. Viserys casa Daenerys ainda adolescente com o poderoso senhor da guerra dothraki Khal Drogo em troca de seu apoio militar para uma invasão a Westeros, fazendo dela uma Khaleesi, a rainha dos dothraki. Durante a festa de casamento, o cavaleiro exilado Ser Jorah Mormont jura lealdade a Daenerys, e o rico mercador Ilyrio Mopatis, lhe oferece de presente três ovos petrificados de dragão. A princípio, Daenerys tem medo de seu enorme e intimidador marido, mas após aprender a linguagem dothraki, ela começa a entendê-lo e se apaixona pelo marido após compreender que Drogo é um líder inteligente e um homem gentil. Após abraçar a cultura dothraki, ela se fortalece e começa a se rebelar contra o irmão mais velho. Daenerys engravida, e o filho é profetizado como o "Garanhão Que Monta o Mundo". A inveja de Viserys cresce com a popularidade da irmã entre os dothraki, e fica furioso com a falta de urgência de Drogo em iniciar a invasão de Westeros, levando-o a ameaçar cortar o filho ainda não nascido de Daenerys do ventre dela. Drogo então o mata derramando ouro fundido sobre sua cabeça, e com a morte dele, Daenerys proclama que ele não era um verdadeiro dragão, pois dragões não podem ser mortos por fogo.
Após Daenerys sofrer uma tentativa de assassinato a mando de Robert Baratheon, Drogo jura que conquistará os Sete Reinos para ela e o filho. Durante a jornada por Essos até a costa para embarcar para Westeros, Drogo se fere numa luta com um de seus homens, a ferida inflama, se transforma em septicemia, e ele fica em estado comatoso. Daenerys pede a uma escrava curandeira, Mirri Maz Duur, que o salve usando mágica de sangue. Mirri a engana usando a vida do filho não nascido como um sacrifício para curar Drogo, mas a mágica falha e Drogo fica em estado catatônico permanente; Daenerys abrevia o sofrimento do marido sufocando-o até a morte com um travesseiro. Daenerys pune Mirri amarrando-a numa estaca dentro da pira em fogo que crema o corpo do marido. Enquanto a pira arde, ela entra no fogo carregando os três ovos do dragão e desaparece nas chamas. Na manhã seguinte, quando o fogo apaga e só restam cinzas, Daenerys reaparece, nua e ilesa, tendo em volta de si três pequenos filhotes de dragão recém-nascidos.

#### 2ª temporada (2012)

Daenerys com seu dragão recém-nascido Drogon

Daenerys e os remanescentes da tribo de Drogo vagam pelo Deserto Vermelho até serem aceitos na cidade de  Qarth, onde é abrigada pelo mercador  Xaro Xhoan Daxos, um membro do conselho conhecido como Os Treze. Levada ao conselho, ela pede ajuda para retomar seu trono, sem sucesso. De volta à mansão de Daxos, ela encontra metade de seus homens e servos mortos e seus dragões desaparecidos. Encontrando novamente com os Treze para pedir ajuda para encontrar seus dragões, o feiticeiro  Pyat Pree diz que eles estão sendo mantidos em seu templo, a Casa dos Que Não Morrem. Daenerys viaja até o templo, mas um truque de Pree a separa de seu protetor Jorah Mormont e a deixa acorrentada junto com seus dragões; ela então ordena aos dragões que imolem Pyat Pree. De volta à mansão ela confronta Daxos, que havia conspirado com Pree e a serva de Daenerys, Doreah, para tomar o controle de Qarth. Ela os tranca dentro do cofre de Xalos e o resto de seus seguidores saqueia a mansão, usando os fundos para comprar um navio.

#### 3ª temporada (2013)
Daenerys chega à cidade de  Astapor, na Baía dos Escravos. Assim que desembarca, os bruxos de Qarth tentam assassiná-la mas são rechaçados por Ser Barristan Selmy, um ex-integrante da Guarda Real de seu pai, Aerys Targaryen, e Danaerys o aceita a seu serviço. Ela negocia com o mercador de escravos Kraznys mo Nakloz a compra de uma tropa de soldados escravos eunucos de elite, os Imaculados, em troca de seus dragões e de seu navio, também comprando os serviços de Missandei, uma tradutora de Kraznys. Depois da negociação feita, ela porém ordena a seu dragão Drogon que queime o mercador vivo e aos Imaculados que saqueiem a cidade, matem os governantes de Andrapor e libertem os escravos.
Os comandantes dos Segundos Filhos ordenam a seu lugar-tenente Daario Naharis que mate Daenerys; porém, conquistado por sua beleza, ele muda de ideia e traz a cabeça dos comandantes para ela, prometendo a fidelidade de suas tropas. Daario, Jorah e Verme Cinzento, o comandante dos Imaculados eleito por eles depois de terem sua liberdade dada por Daenerys, infiltram-se em  Yunkai e abrem os portões permitindo a entrada do exército Targaryen para conquistar a cidade. Ela é recebida pelos escravos libertos de Yunkai, que a saúdam aos gritos de "Mhysa" (Mãe).

#### 4ª temporada (2014)
Daenerys marcha sobre a última cidade da Baía dos Escravos, Meereen, e assume o controle do lugar fomentando uma revolta de escravos. Ela executa 163 governantes de Meereen como "justiça" pela morte de 163 crianças escravas crucificadas por eles na estrada para a cidade. Após ser avisada que o Conselho deixado por ela em Andrapor foi derrubado e que Yunkai retornou à escravidão, Daenerys decide ficar em Meeren para praticar a governança e começa uma relação sexual com Daario. Descobrindo que Jorah a havia espionado a serviço da Casa Baratheon, Daenerys o condena ao exílio. Mais tarde, ela fica horrorizada ao descobrir que um de seus dragões havia devorado o filho de um fazendeiro e, mesmo sem conseguir capturar Drogon, ela encerra os outros dois, Rhaegal e Viserion, nas catacumbas de Meereen.n

#### 5ª temporada (2015)
Daenerys enfrenta uma nova ameaça a seu governo, Os Filhos da Harpia, um grupo de resistência fanático formado por ex-governantes de Meereen. Sua popularidade com os homens livres também começa a declinar depois que ela executa publicamente um de seus conselheiros, Mossador, por ter assassinado um Filho da Harpia caído prisioneiro. Após o movimento matar seu leal Ser Barristan Selmy, Daenerys decide que irá restaurar a paz na cidade abrindo novamente a arena de lutas de Meereen e tomando um dos nobres da cidade,  Hizdahr zo Loraq, como seu marido. Quando assiste a uma luta de gladiadores na arena, ela vê a súbita reaparição de Jorah, que traz com ele, como seu prisioneiro, o anão Tyrion Lannister, que fugiu de Westeros depois de condenado à morte por sua própria família, e foi capturado por Mormont em Essos. Daenerys aceita Tyrion em seu Conselho mas ordena a Jorah que parta para o exílio novamente.
Quando a arena é novamente reaberta para as lutas, Jorah salva Daenerys matando um Filho da Harpia que tentava assassiná-la pelas costas. Os Filhos lançam um ataque maciço dentro da arena para matá-la e a seus homens, matando Hizdhar e vários outros nobres de Meereen; quando eles cercam Daenerys, Jorah, Tyrion, Daario e um grupo de Imaculados que os defendem no centro da arena, Drogon, agora enorme, reaparece descendo dos céus e lança jatos de fogo em cima de todos os fanáticos, queimando muitos deles. Quando os Imaculados começam a atacá-los, os Filhos começam a disparar flechas e lanças contra Drogon ferindo-o. Daenerys então sobe no dorso do dragão, que levanta voo com elas nas costas desaparecendo no horizonte. Drogon a deixa no Mar de Grama de Dothraki, onde ela é capturada por um dos antigos "khalasar" de Drogo.

#### 6ª temporada (2016)
Daenerys é levada para  Khal Moro, o líder da horda Dothraki. Sabendo que ela é a viúva de Drogo, Moro diz que ela deve viver o resto de seus dias entre as viúvas Dosh Khaleen em Vaes Dothrak. Lá, ela fica sabendo que deverá ser julgada pelos khals por desafiar a tradição, indo para o mundo exterior após a morte de Drogo. Durante o julgamento no templo, Daenerys dasafia os khals dizendo que sua única ambição é liderar os dothraki. Quando os ultrajados guerreiros tentam estuprá-la, ela coloca fogo no templo matando todos dentro mas saindo ilesa. Amedrontados e admirados, os dothrakis restantes a aceitam como sua "Khaleesi" (rainha).
Daenerys retorna para Meereen para encontrá-la sob o cerco dos navios de Yunkai, Astapor e Volantis, que renegaram um acordo anterior feito com Tyrion, que administrava Meereen na ausência de Daenerys, para libertar seus escravos e estão tentando recuperar a cidade. Ela lança seus três dragões sobre as frotas, destruindo a maior parte dos navios dos escravocratas e cercando os sobreviventes, que concordam em se render. Pouco depois, os irmãos Theon e Yara Greyjoy chegam a Meereen e oferecem a esquadra das Ilhas de Ferro a serviço de Daenerys para a invasão de Westeros, em troca de, quando conquistar o Trono de Ferro, dar à Ilha de Ferro independência e entronar Yara como rainha no lugar de seu tio, Euron, que matou o pai deles e planejava se casar com Daenerys (e provavelmente matá-la assim que fosse possível). Ela concorda e forma uma aliança com os Greyjoy. Por outro lado, Varys consegue para Daenerys o apoio de Ellaria Sand e Olenna Tyrell, que haviam perdido membros de suas famílias para os Lannister e agora querem vingança. Daenerys deixa Daario e os Segundos Filhos em Meereen para manter a paz e finalmente parte com sua frota para Westeros.

#### 7ª temporada (2017)
A frota Targaryen ancora na ilha fortaleza de Pedra do Dragão, abandonada pelas forças de Stannis Baratheon quando ele morreu. Quando Stannis foi para o Norte e para a Muralha, a fortaleza foi deixada vazia e assim permaneceu. Ela então retoma a posse da base ancestral dos Targaryen como ponto de partida e de preparação para a invasão de Westeros. Lá, ela forma sob seu comando um Conselho de Guerra para o planejamento da invasão com líderes de várias casas de Westeros inimigas dos Lannister, como Ellaria Sand e suas Serpentes da Areia e Olenna Tyrell, além dos irmãos Greyjoy. Recebe também subitamente a visita da sacerdotisa Melisandre, que lhe fala de Jon Snow, alguém a quem deveria procurar para somar a seus exércitos, e ela envia uma mensagem a Jon no Norte, intimando-o a ir à Pedra do Dragão jurar-lhe fidelidade. Jon chega à fortaleza acompanhado de Davos Seaworth e é recebido na praia por Tyrion e Missandei. Desarmados, são levados à presença de Daenerys que quer dele que se ajoelhe e preste lealdade à rainha, enquanto o interesse de Jon é sobre ajuda contra os Caminhantes Brancos; após um primeiro contato tenso entre os dois, intermediado por Tyrion, Jon se torna um hóspede forçado de Daenerys. Influenciada pelo anão, ela depois permite que ele faça as escavações necessárias para retirar vidro do dragão das rochas sob a fortaleza. Informada sobre o desastre com a frota Greyjoy e o aprisionamento de seus aliados, ela quer usar seus três dragões num ataque contra os navios de Euron Greyjoy. 
Jon convida Daenerys para ir à caverna sob o castelo para ver o vidro do dragão antes de começar a escavá-lo. Quando lá estão ele lhe mostra antigos desenhos descobertos nas paredes da caverna, feitos pelas Crianças da Floresta e pelos Primeiros Homens, e também desenhos feitos dos Caminhantes Brancos, mostrando a ela que esses povos antigos se uniram para derrotar o inimigo comum e que eles também precisam fazer isso. Ela diz que o ajudará se ele se ajoelhar para ele; ele diz que seu povo nunca faria isso mas ela rebate que faria se ele fosse o primeiro a se ajoelhar. Quando sai da caverna é informada por Tyrion de mais um revés, a tomada da fortaleza dos Tyrell. Em desvantagem e com seus aliados mortos ou presos, ela ataca as forças dos Lannister na Campina com seu dragão Drogon e seus guerreiros Dothraki; quando Drogon é atingido por um grande arpão de uma besta gigante criada para matar seus dragões, ela desce do dragão para retirá-la durante a batalha; Jaime Lannister avança a cavalo contra ela para matá-la mas Drogon lança um jato de fogo contra ele que é jogado do cavalo por outro cavaleiro e desaparece dentro de um rio.
Daenerys reúne os sobreviventes do exército Lannister e lhes dá a opção de se ajoelharem e se submeterem a ela, reconhecendo sua autoridade, ou morrerem. Como  Randyll Tarly e seu filho Dickon se recusam, ela ordena a Drogon que os queime vivos. Depois retorna vitoriosa da batalha em cima de seu dragão e quando pousam em Pedra do Dragão ela vê surpresa a interação entre Drogon e Jon Snow, que os espera na ravina. Pouco depois, ela fica surpresa com o retorno repentino de Jorah Mormont, curado por Samwell Tarly, mas o aceita com alegria de volta a seu serviço. Ela aquiesce com a ideia de Tyrion de tentar uma trégua com Cersei Lannister para combaterem o inimigo comum, os Caminhantes Brancos, e o envia com Davos a Porto Real. Depois se despede de Jon, que volta com alguns homens para o Norte para tentar capturar um morto-vivo e enviá-lo à capital para acabar com a descrença dos Lannisters sobre a ameaça.
Daenerys recebe por corvo uma mensagem de Jon pedindo ajuda urgente para ele e seu grupo expedicionário encurralado pelos Caminhantes Brancos. Apesar dos conselhos em contrário de Tyrion, preocupado com sua segurança, ela parte para o norte com seus três dragões,  Drogon, Rhaegal e Viserion. Eles chegam sobre o lugar da batalha e os dragões começam a lançar jatos de fogo sobre os mortos-vivos, impedindo o massacre de Jon e seus homens. Durante o combate, porém, Viserion é atingido por uma lança de gelo lançada pelo 
Rei da Noite e é abatido no ar, morrendo. Ela foge com os patrulheiros sobreviventes montada em Drogon, deixando Jon para trás, que, cercado pelos mortos-vivos, foi impedido de subir no dragão; ele porém também consegue escapar com a ajuda de seu tio Benjen Stark que surgiu do nada e lhe deu um cavalo para a fuga. Viserion é transformado num dragão morto-vivo pelo Rei da Noite. Em Pedra do Dragão, Daenerys vela pela recuperação de Jon e nota as profundas cicatrizes em seu peito que o "mataram" um dia, mas nada diz; quando ele acorda, diz sentir muito pela perda de Viserion e Daenerys responde ser como a perda de um filho e os únicos que ela jamais terá. Os dois ficam de mãos dadas emocionados, então Jon a agradece e a chama de "Minha Rainha" porque diz que ela merece o tratamento pelo que é e que os homens do Norte reconhecerão isto.
Ela vai com Jon, Tyrion, Davos, Jorah e seus Dothrakis e Imaculados a Porto Real para a reunião com Cersei Lannister visando uma trégua para a guerra contra o inimigo comum. Ela chega depois de todos ao Fosso do Dragão, o local do encontro e onde seus ancestrais mantinham presos seus dragões quando reinavam em Westeros, montada em Drogon, para fascinação dos presentes e admiração contida e temor raivoso de Cersei. Enquanto Tyrion tenta convencer a irmã numa conversa particular após um primeiro refugo de Cersei, ela e Jon conversam num canto da arena onde ela lhe diz que os dragões são os seus filhos e não poderá ter outros, humanos, por causa da maldição da bruxa que matou Drogo. Jon lhe diz que a bruxa não seria a melhor fonte para fazer tal afirmação. Depois que Tyrion consegue o acordo, todos voltam para Pedra do Dragão e de lá ela parte com Jon, Tyrion e seu grupo para o norte num navio da frota Targaryen. De noite, Jon entra em sua cabine e os dois acabam fazendo amor, enquanto as vozes em off de Samwell Tarly e Bran Stark em  Winterfell contam que Jon Snow é um Targaryen, filho de  Rhaegar Targaryen e Lyanna Stark e por conseguinte o sobrinho de Daenerys, o herdeiro real do Trono de Ferro e se chama na verdade Aegon Targaryen.

#### 8ª temporada (2019)
Daenerys chega a Winterfell acompanhada de Jon Snow e à frente de seus exércitos, onde é recebida por Sansa Stark de maneira respeitosa mas incomodada com a presença dela e com a submissão que vê em Jon à rainha Targaryen. Ela encontra na sala de leitura com Samwell Tarly e, na conversa que se segue, lhe conta que matou seu pai e irmão por se negarem a reconhecê-la como rainha, deixando Sam atormentado. Ela convida Jon a voar em um de seus dragões e sai com ele para um voo, com Jon se segurando como pode num deles. Eles pousam num lugar deserto onde corre uma cachoeira e lá se beijam sob os olhares de Drogon e Rhaegal. Jaime chega a Winterfell e é levado à presença de Daenerys, Sansa, Jon Snow, Bran Stark, dos nobres e soldados no Grande Salão do castelo. Ele traz a notícia de que Cersei não enviará seu exército para ajudar mas que ele está ali para cumprir a palavra dada. Daenerys e Sansa querem executá-lo por seus crimes passados contra os pais de ambas. Tyrion e Brienne interferem, dizendo que Jaime é um homem de honra e que está ali para ajudar. Brienne diz a Sansa que confia plenamente nele. Daenerys então poupa sua vida. Depois ela recrimina fortemente Tyrion por ter se deixado enganar pela irmã e pensa em demiti-lo do cargo de Mão da Rainha mas Jorah Mormont intervém, dizendo que ele errou mas ela precisa da inteligência dele. Jon está nas criptas, meditando com uma vela em frente à estátua de Lyanna Stark quando Daenerys chega e ele então lhe conta a verdade que descobriu, que ele é Aegon Targaryen. A conversa é interrompida com a chegada dos Caminhantes Brancos à frente de Winterfell.
Quando a batalha começa, Daenerys e Jon estão com os dragões numa colina próxima a Winterfell de onde veem os primeiros combates esperando para emboscar o Rei da Noite e seu dragão morto-vivo  Viserion. O plano é desfeito quando ela vê seus guerreiros Dothraki serem massacrados após investirem contra os mortos-vivos e voa para o local da luta despejando fogo sobre as Criaturas. Eles voam para a retaguarda do Exercito dos Mortos tentando encontrar o Rei da Noite, mas este lança uma tempestade de neve e neblina no ar que os faz perderem a visão do solo e o senso de direção. Uma luta entre dragões acaba se seguindo e Daenerys  consegue derrubar o Rei da Noite de Viserion. Jon cai de cima do dragão Rhaegal. Daenerys o salva quando é cercado por soldados mortos em combate que foram ressuscitados como mortos-vivos pelo Rei da Noite. Ela também acaba derrubada no solo junto com Drogon e quando este levanta voo sem ela para tentar se livrar de dezenas de Criaturas que subiram por todo seu corpo para tentar matá-lo, ela se vê sozinha no campo de batalha. Quando vai ser morta por uma Criatura, é salva por Jorah Mormont e os dois lutam juntos matando vários inimigos. Pouco antes das Criaturas se desfazerem em pó pela morte de seu criador, o Rei da Noite, no Bosque Sagrado, Jorah é ferido mortalmente por um deles, morre nos braços de Daenerys, que chora a morte do protetor e amigo protegida pelas asas de Drogon, que voltou para perto de sua "Mãe".
Depois da cerimônia da cremação dos corpos dos que morreram na batalha, onde ela acende a pira que crema Jorah, um grande banquete de comemoração pela vitória acontece em Winterfell. Durante a festa, ela faz de Gendry o novo Lord de Storm's End. Numa conversa posterior com Jon a sós ela implora que ele guarde segredo sobre a sua origem; mesmo ele dizendo que ela é sua rainha e não tem interesse no Trono de Ferro. Ele responde que mesmo assim precisa contar para Sansa e Arya. Quando retorna com seus dragões e sua frota para Pedra do Dragão, Ela é atacada no mar e no ar por Euron Greyjoy, que captura Missandei, mata o dragão Rhaegal e afunda quase toda a frota Targaryen. Tomada pelo ódio, ela quer atacar Porto Real e queimar a cidade toda, mas é dissuadida em princípio  por Tyrion e Varys que falam sobre os civis inocentes que morrerão. Ela lidera uma comitiva que vai aos portões da capital exigir de Cersei Lannister a entrega de sua fiel auxiliar e a rendição, para evitar um massacre. Para seu horror e ira, não apenas Cersei se recusa mas manda "Montanha" decapitar Missandei à frente de todos.
Daenerys volta para Pedra do Dragão e se isola de todos. Tyrion a procura na sala de guerra e ela lhe cobra o fato de que várias pessoas agora sabem que Jon é um Targaryen. Ela diz que Jon a traiu, por contar a Sansa e Arya e daí em diante outros vieram a saber incluindo tyrion e Varys. Na conversa fica claro que Varys pretendia traí-la incentivando Jon a ser o novo rei, pelo bem de Westeros. Diante disso, Daenerys condena Varys à morte por traição e dá ordem a Drogon para queimá-lo vivo. Ela, Drogon e seus exércitos atacam Porto Real e no primeiro ataque aéreo destroem a frota de Euron Greyjoy e as grandes bestas em cima das muralhas da cidade construídas para matar seus dragões. Com a invasão de seus exércitos, a Companhia Dourada e o exército de Cersei Lannister se rendem e os sinos da cidade são tocados em sinal de rendição. Mesmo assim, com ódio pela morte de Missandei  ela ordena a Drogon que saia queimando toda Porto Real com a população dentro dela, para horror de Jon, Tyrion e Arya que se encontram entre o povo abaixo. Após a conquista da cidade incendiada e destruída, ela forma seus exércitos de Imaculados e Dothrakis e os convoca a segui-la para libertar todo o resto de Westeros , incluindo Winterfell e  Dorne, as cidades de Essos a as ilhas do Mar de Verão e do Mar de Java,  dizendo que a guerra ainda não acabou. Tyrion surge de seu lado e revoltado com o que sua rainha fez, joga no chão seu distintivo de Mão da Rainha e é preso por traição, por ter ajudado a libertar o irmão Jaime. Ela vai até a sala do Trono de Ferro, toda destruída mas com o trono ainda intacto, e o toca e o admira. Jon aparece e protesta contra a morte dos habitantes e a destruição de Porto Real. Ela diz que foram mortes necessárias e lhe pede que a acompanhe em sua jornada pela dominação do resto do mundo e eles se abraçam e se beijam.  Jon diz que a ama e que ela sempre será sua rainha mas então a mata com uma facada no peito e depois chora sobre seu corpo. Drogon então aparece enraivecido ao ver a "mãe" morta e derrete com seus jatos de fogo a Trono de Ferro, mas não ataca Jon; prende o corpo de Daenerys entre suas garras e desaparece voando para longe com ele. 

## Crítica

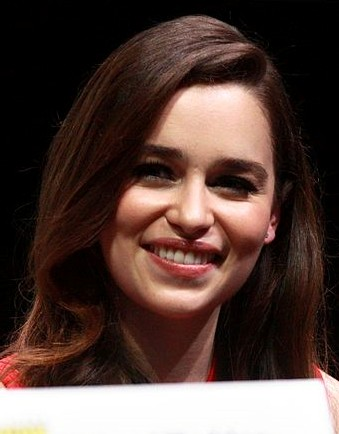
Emilia Clarke é Daenerys Targaryen em Game of Thrones.

Daenerys tem sido reconhecida como um ícone feminino em As Crônicas de Gelo e Fogo, bem como a adaptação para tv da HBO, Game of Thrones. Começando como uma personagem fraca e humilde que é física e verbalmente abusada, além de negociada como um pedaço de terra; ela aprende a tomar o controle em um mundo dominado pelos homens. Depois de ser maltratada pelo irmão, ela encontra força e liderança com o passar do tempo e começa a entender e mostrar compaixão para com aqueles ao seu redor.
Depois de salvar várias mulheres que estão sendo estupradas durante um ataque Dothraki em uma aldeia, Daenerys decide confiar uma das mulheres que ela salvou, um feiticeira chamado Mirri Maz Duur. Esta feiticeira, chamadas também de maegi, acaba matando o marido de Daenerys, Khal Drogo, e quando Dany pergunta por que ela a traiu, Mirri Maz Duur responde que depois de assistir a sua vila sendo destruída e de ser estuprada várias vezes, ela nunca foi realmente salva. Este discurso "critica todo o enquadramento das relações raciais" e "é uma verificação da realidade para Daenerys e seu complexo de salvadora".
Ela é uma das mais populares personagens de toda a série. The New York Times a chamou, junto com Tyrion Lannister e Jon Snow, de uma das melhores criações de George Martin. A revista Rolling Stone lhe deu a posição Nº1 numa lista dos "Top 40 Game of Thrones Characters", chamando a sua historia de "uma confrontação sem fim com ideias complexas sobre sexo, guerra, gênero, raça, política e moralidade". Matthew Gilbert de The Boston Globe chamou suas cenas de "hipnotizantes".

## Atriz
A interpretação de Emilia Clarke tem gerado aclamação geral. Sua atuação, fechando o arco que começa na primeira temporada como uma menina temerosa de tudo e chega a uma mulher poderosa, é enaltecida. Gilbert também diz que "Clarke não tem muita variedade emocional para trabalhar com Daenerys, além de uma determinação feroz, e ainda assim ela é fascinante". Matt Fowler do IGN elogia Clarke e observou que a escolha de Daenerys de assisitr à morte de Viserys foi "poderosa" e "uma mudança importante em seu personagem".
Clarke disse que ela aceita atuar nua se "uma cena de nu encaminha uma história ou é filmada de uma maneira que adiciona conhecimento sobre a personagem".
Indicada três vezes ao Prêmio Emmy por seu trabalho como Daenerys Targaryen em 2013, 2015 e 2016, em outubro de 2014 Emilia e outros atores-chave do elenco, todos contratados inicialmente para seis temporadas da série, renegociaram seus contratos para uma potencial sétima temporada com um aumento de salário para as temporadas cinco, seis e sete.The Hollywood Reporter chamou a renegociação de "enorme", comentando que os novos valores colocaria estes atores "entre os mais bem pagos da televisão a cabo"  O portal Deadline.com, que cobre as notícias de Hollywood, apontou valores de US$300.000 dólares para a 5ª temporada e o valor anunciado para a sétima temporada e uma potencial oitava foi de "perto de US$500.000 dólares por episódio".
Em 2017, junto com Lena Headey (Cersei Lannister), transformou-se na atriz mais bem paga da história da televisão, com um contrato de US$1.100.000 dólares por cada episódio da nova temporada.  O jornal britânico Daily Express colocou os valores totais na casa de £2 milhões de libras, provavelmente um valor que incluiu percentagens nos direitos pela retransmissão do programa em outros países do mundo – cerca de 170 – e sobre a comercialização de DVDs.
Em 2019, Emilia revelou que Game of Thrones quase lhe custou a vida. Pouco depois das gravações da primeira temporada, em 2011, antes da série ir ao ar, a atriz sofreu um aneurisma cerebral que necessitou de operação urgente. Ela passou duas semanas em recuperação durante as quais não conseguia lembrar o próprio nome. Durante a terceira temporada, ao mesmo tempo em que ela atuava na Broadway na peça Breakfast at Tiffany’s, um segundo aneurisma, menor, foi localizado e ela precisou de duas operações para retirar o tumor. Emilia passou anos negando rumores na imprensa sobre o fato, até assumi-lo numa entrevista à revista The New Yorker em março de 2019. 